# Tryin’ to Throw Your Arms Around the World
Tryin’ to Throw Your Arms Around the World – piosenka rockowej grupy U2, pochodząca z jej wydanego w 1991 roku albumu, Achtung Baby.
Podczas jednego z koncertów trasy Zoo TV Tour, w trakcie wykonywania utworu, Bono otworzył butelkę szampana i spryskał nim publiczność. W sumie piosenka była grana na 136 ze 159 występów grupy w ramach tej trasy, ale od tego czasu nigdy nie została ponownie wykonana. „Tryin’ to Throw Your Arms Around the World” została usunięta z nagranego na żywo widea Zoo TV: Live from Sydney. Część ludzi podejrzewała, że spowodowane było to tym, iż dziewczyna, z którą tańczył Bono była nieletnia. Dopiero po jakimś czasie zdementowano tę informację, podając, że wycięcie piosenki z filmu było konieczne, ponieważ jego długość przekraczała dwie godziny.
Wers „A woman needs a man like a fish needs a bicycle” był początkowo błędnie rozumiany, jako słowa ikony amerykańskiego feminizmu, dziennikarki Glorii Steinem. W rzeczywistości fragment ten odnosił się do australijskiej pisarki Iriny Dunn.